# Дамир (имя)
Дамир — мужское имя. Имеет две версии происхождения:
- Татарское имя. Лингвист М.3. Закиев[2] предполагает, что имя Дамир — это вариант имени Тимер (Демир), часто звучащий как Тимур, Димер. То есть Дамир — это ещё одна из вариаций этого имени. Означает «железо». Подтверждением этой версии является то, что женское татарское имя Дамира имеет значение «железная», в значении «крепкая»
- Славянское происхождение. Имя образовано из двух частей глагола «дать» и существительного «мир». Имя используется среди украинцев, русинов, сербов[3].

Восточное имя, распространено среди тюркских народов как бывшего СССР, так и за его пределами, в странах, где русский язык не распространён, например в Турции, Албании, странах бывшей Югославии и арабских странах. Также нередко и среди кавказских народов в виде Дамирчан, Димерчан, которое в переводе с тюркского значит «кузнец», буквально «металлист» — от тюркского корня железо, ср. тат. тимерче — кузнец).
Арабский вариант имени, хоть и переводится как «напористый, твёрдый, крепкий, упорный», но это, возможно, синонимы из свойств железа.